# Centro de reacción fotosintético

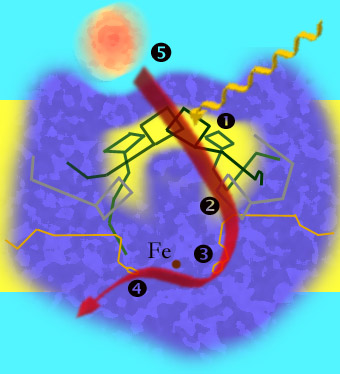
Centro de reacción de una bacteria Rhodopseudomonas

Un centro de reacción fotosintético es un complejo de varias proteínas, pigmentos y otros co-factores coordinados para ejecutar las reacciones principales de la fotosíntesis.
El centro de reacción fotosintético de un fotosistema es la parte en la cual se produce la reacción de separación de carga de una clorofila excitada. Las otras partes del fotosistema participan al captar la energía luminosa sin que las clorofilas que  están presentes  realicen la separación de carga. La clorofila del centro de reacción es específica y se desexcita de la energía que recibe liberando un electrón, es decir oxidándose. 
Esta clorofila enseguida se regenera (es decir se reduce) con un electrón para reemplazar el electrón que pierde.

## Bacterias
El centro de reacción fotosintético bacteriano es un modelo por el estudio de la estructura y la química de la fotosíntesis.  Hartmut Michel, Johann Deisenhofer y Robert Huber recibieron el premio Nobel de química de 1988 por la obtención de los cristales del centro de reacción fotosintética bacteriano. 

## Plantas verdes
El 1772 Joseph Priestley hizo experimentos sobre la respiración y combustión y fue el primero a demostrar la actividad de un centro de reacción fotosintético. 
El 1779, Jan Ingenhousz hizo 500 experimentos con plantas sumergidas en agua y observó burbujas de oxígeno. 
El 1932, Robert Emerson y William Arnold, investigaron las cantidades de oxígeno liberadas por el alga Chlorella. Esto demostró la existencia de una unidad fotosintética.

### Fotosistema II
El fotosistema II es el fotosistema que genera los dos electrones que reducirán el NADP+ en Ferredoxina-NADP-reductasa. El fotosistema II está presente en las membranas tilacoides dentro de los cloroplastos el lugar donde se hace la fotosíntesis en las plantas verdes. La estructura del fotosistema II es muy parecido a la del centro de reacción de las bacterias y quizás compartan un ancestro común.

### Fotosistema I
Después de que el electrón ha abandonado el fotosistema II es transferido al complejo b6f del citrocromo y después a la plastocianina, una proteína azul de cocer y transportadora de electrones. El complejo de plastocianina trae los electrones que neutralizarán el par en el fotosistema I.
La cooperación entre los fotosistemes Y e II crean un flujo de electrones desde H2O a NADP+. Esta vía se denomina "Esquema Z"